# Eophanes formosa
Eophanes formosa är en insektsart som beskrevs av Banks 1931. Eophanes formosa ingår i släktet Eophanes och familjen myrlejonsländor. Inga underarter finns listade i Catalogue of Life.